# Mercedes-Benz O 321
Der Mercedes-Benz O 321 H ist ein Omnibus mit Heckmotor der Marke Mercedes-Benz, den die Daimler-Benz AG vom 6. Dezember 1954 bis 1970 im Mercedes-Benz-Werk Mannheim sowie in Brasilien, Argentinien und Griechenland insgesamt 29.586-mal produzierte. Zwei Drittel der Produktion fallen auf das Werk in Mannheim, vier Einheiten wurden in Argentinien gebaut, 116 in Griechenland und etwa 11.000 in Brasilien. Die nicht in Deutschland gefertigten O 321 H wurden als Teilsätze in Mannheim vorproduziert und anschließend zur Endmontage verschifft. Er teilt sich einen Teil der Antriebstechnik mit dem L 321.

## Varianten

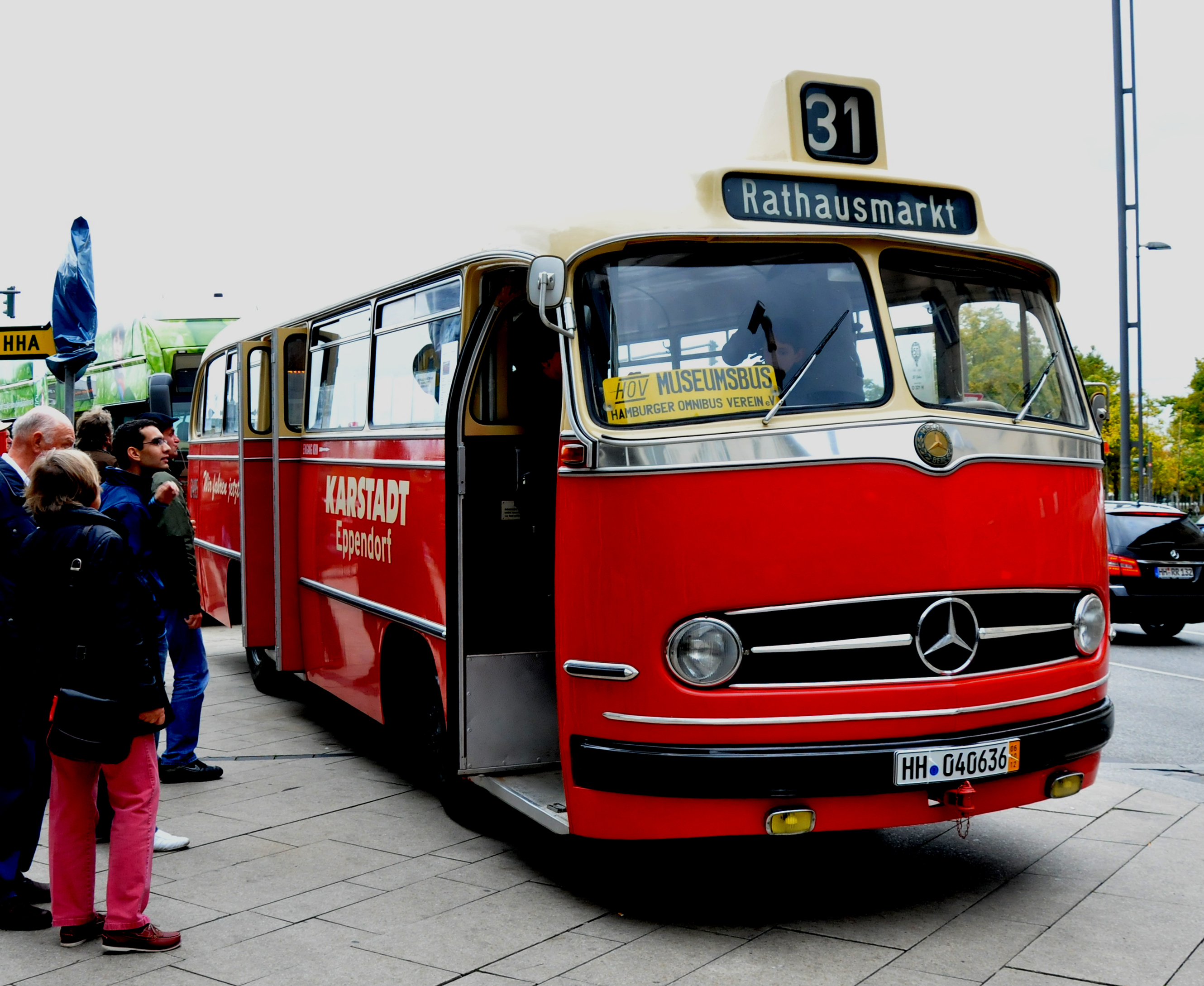
O 321 H als Stadtbus mit Falttüren

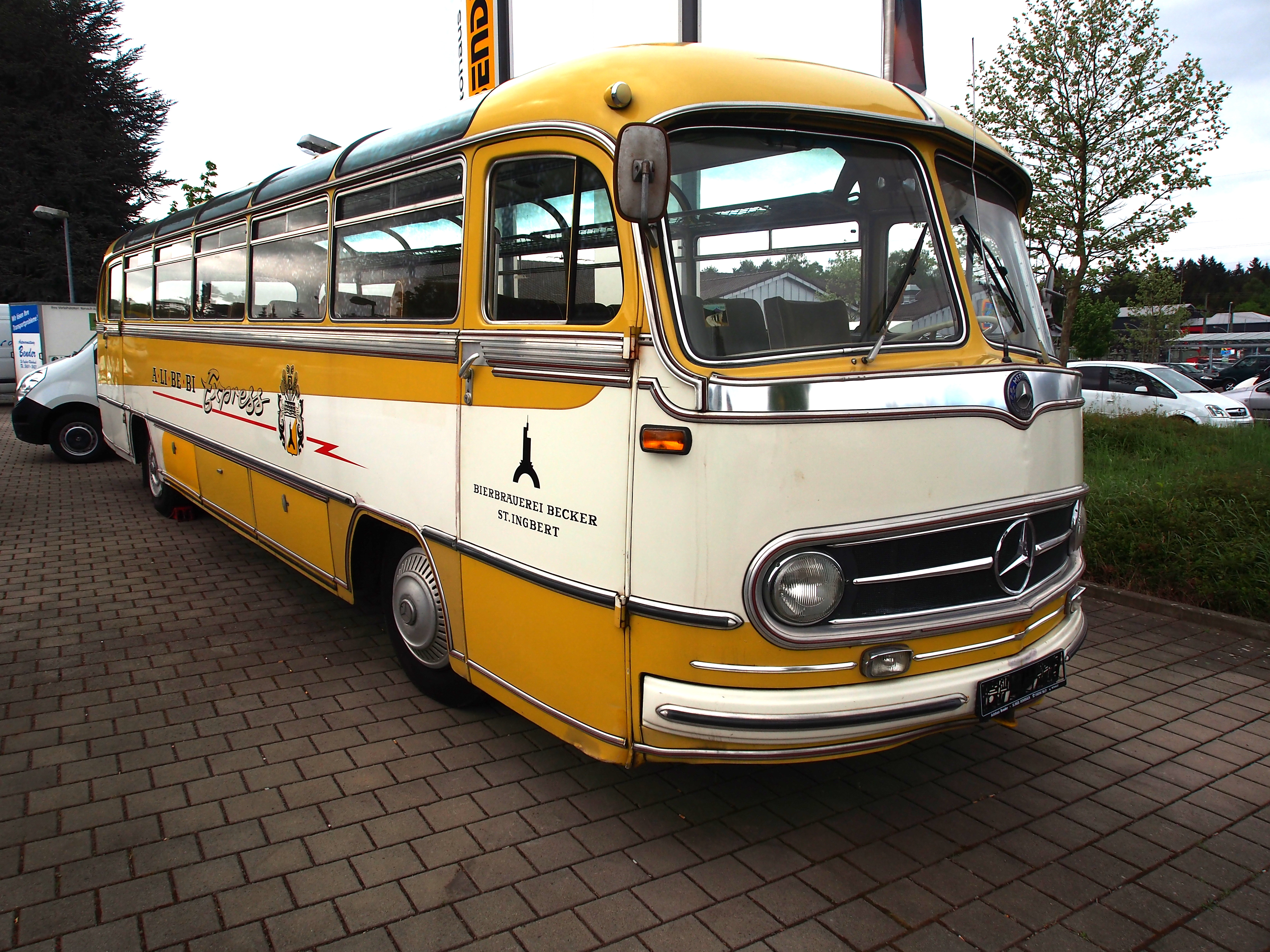
O 321 H-L Reisebus mit Dachrandverglasung und Schlagtüren, nach erstem Facelift: Frontfenster wurden nach unten vergrößert

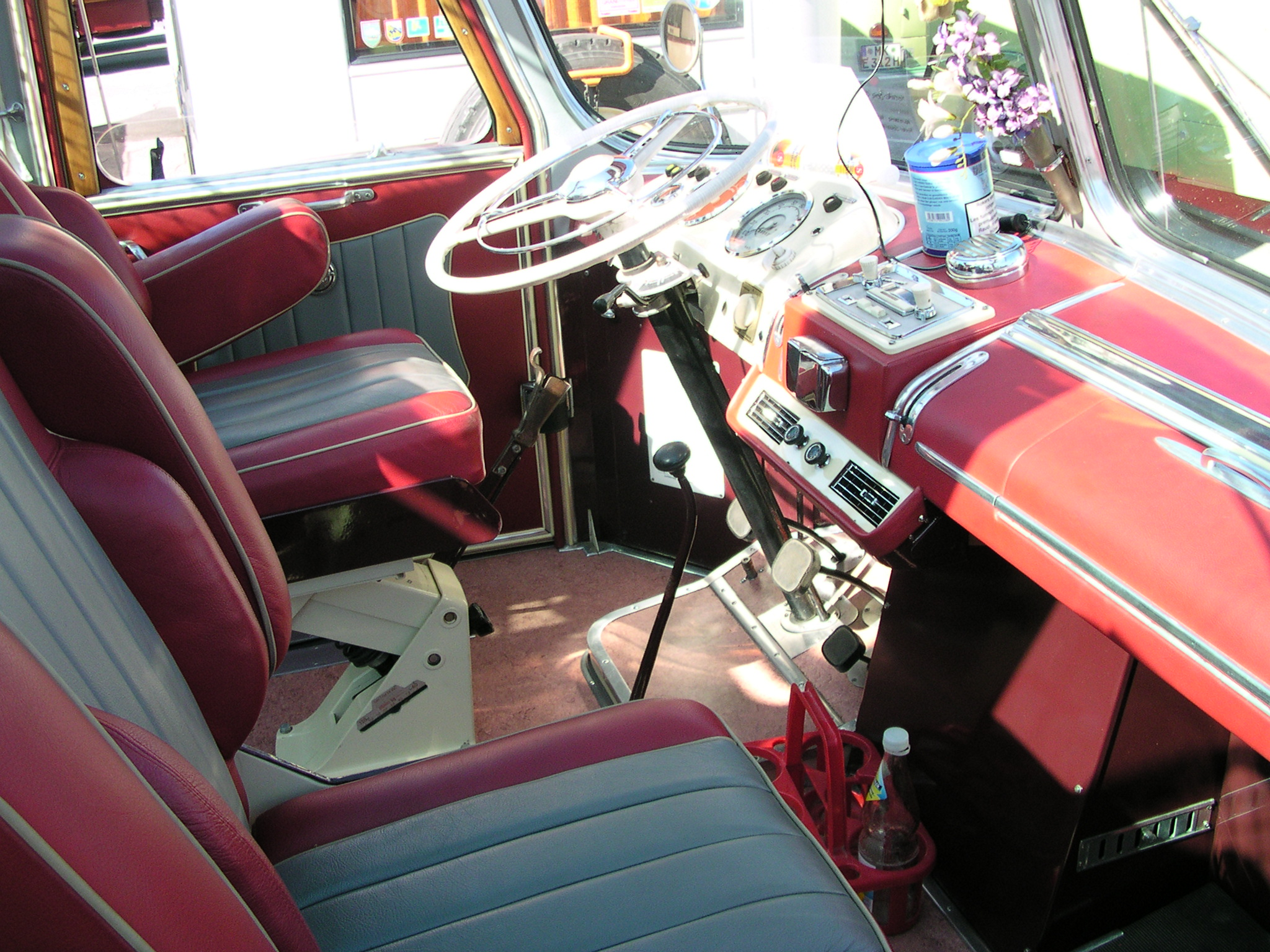
Fahrerplatz des O 321 H als Reisebus

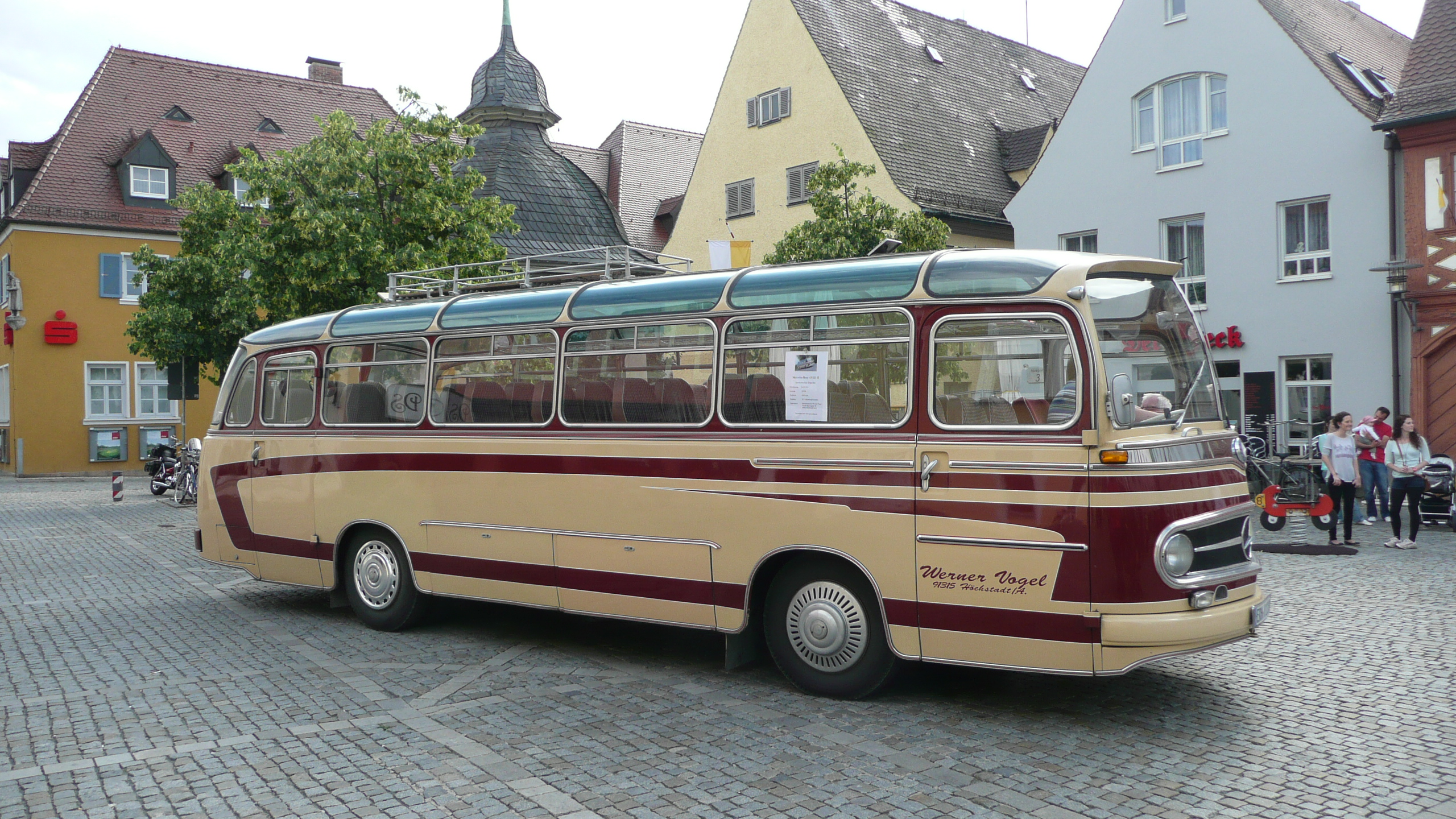
Mercedes-Benz Bus O 321 Drögmöller

Der O 321 H ist ein primär als Linien- und Reisebus konzipierter Omnibus. Gebaut wurde der O 321 H ab 1954, ab 1956 auch in der um 1,5 m verlängerten Variante O 321 H-L (Heckmotor-Lang). Außerdem lieferte Daimler-Benz den O 321 H auch für Fremdkarosseriebaufirmen ohne Aufbau nur mit Frontwand aus. Die Ausstattung variierte, so sind der O 321 H und O 321 H-L sowohl als Reise- als auch als Stadtbus gebaut worden. Es gab verschiedene Varianten für die Türen: einfache Flügeltüren, die manuell zu öffnen und schließen waren (Schlagtüren) vorn und hinten, Druckluft-bediente Falttüren vorn und hinten oder doppeltbreit in der Mitte, oder Kombinationen davon. Der O 321 H hatte als Stadtbus 26 Sitz- und 46 Stehplätze, als Reisebus 46 Sitzplätze; in der längeren Version O 321 H-L gab es beim Stadtbus 36 Sitz- und 48 Stehplätze, beim Überlandbus 45 Sitzplätze.
1957 wurde das erste Facelift durchgeführt, bei dem die Windschutzscheiben nach unten erweitert wurde, 1961 folgte das zweite Facelift, bei dem die Frontscheiben nach oben erweitert wurde. In diesem Zuge wurde auch die Heckscheibe einteilig ausgeführt. Die Innenausstattung war an das Einsatzgebiet des Busses angepasst. Besonders beim Reisebus waren die Außenseiten des Daches verglast und im Innenraum Gepäcknetze angebracht. Außen waren die Reisebusse meist mehr verziert als Stadtbusse, es wurden oft verschiedenfarbige Lackierungen und Chrom zur Verzierung eingesetzt (siehe Bilder). Die Linienbusse hatten Innenfalttüren, außen weniger Verzierungen und im Innenraum eine andere Aufteilung, hier waren zugunsten einer höheren Fahrgastanzahl im Stadtverkehr weniger Sitzplätze verfügbar, damit mehr Fahrgäste stehend befördert werden konnten. Auch eine Fahrtzielanzeige vorn war lieferbar.

## Technik
Der O 321 H ist ein zweiachsiger Hochflurbus in Frontlenkerbauweise mit Heckmotor. Er hat Platz für neun oder bei der langen Version (O 321 H-L) elf Sitzreihen. Die Karosserie war mit der Bodengruppe verschweißt und selbsttragend. Unter dem Fahrgastraum waren Gepäckräume möglich. Die beiden Achsen sind Starrachsen. Die Hinterachse ist an je zwei Halbelliptik-Blattfedern aufgehängt und mit einem Stabilisator versehen, während die Vorderachse eine V-förmige Deichsel hat und von einem Panhardstab seitlich geführt wird. Dazu sind Schraubenfedern mit Zusatzfedern und Teleskopstoßdämpfern als Dämpfungselement eingebaut. Die Vorderachse ist einzeln bereift, die Hinterachse doppelt. Die Reifen der Dimension 8,25–20 eHD sind auf Stahl-Schrägschulterfelgen der Größe 6,5–20 aufgezogen. Gelenkt wird mit einer Daimler-Benz-Kugelumlauflenkung mit ungeteilter Spurstange, den O 321 H gab es auch als Rechtslenker. Gebremst wird mit einer hydraulischen Bremsanlage mit Druckluftunterstützung (Bremsservo), der O 321 H hat Trommelbremsen an allen Rädern.
Der Motor ist längs im Heck eingebaut. Standardmäßig lieferte Mercedes den Bus mit einem Dieselmotor (bei Daimler-Benz: Oel-Motor) des Typs OM 321 aus. Ab 1962 war auch der OM 322 erhältlich. Beide Motoren sind Reihensechszylinder-Vorkammer-Motoren, die technisch sehr ähnlich sind. Sie unterscheiden sich primär durch ein geändertes Bohrung-/Hub-Verhältnis und somit unterschiedliche Hubraumgrößen. Der OM 321 hat 5103 cm3 Hubraum und leistet 110 PS (81 kW). Der OM 322 hat 5675 cm3 Hubraum und leistet 126 PS (93 kW). Vom Motor wird die Antriebskraft über eine Einscheibentrockenkupplung des Typs Fichtel & Sachs H 32 BH und ein vollsynchronisiertes, manuell zu schaltendes Fünfganggetriebe des Typs Daimler-Benz G 32 auf die Hinterachse übertragen. Je nach Konzeption des Busses ist das Übersetzungsverhältnis vom Getriebe auf die Hinterräder 5,72 : 1 für Überland- und Reisebusse bzw. 6,83 : 1 für Stadtbusse.

## Technische Daten

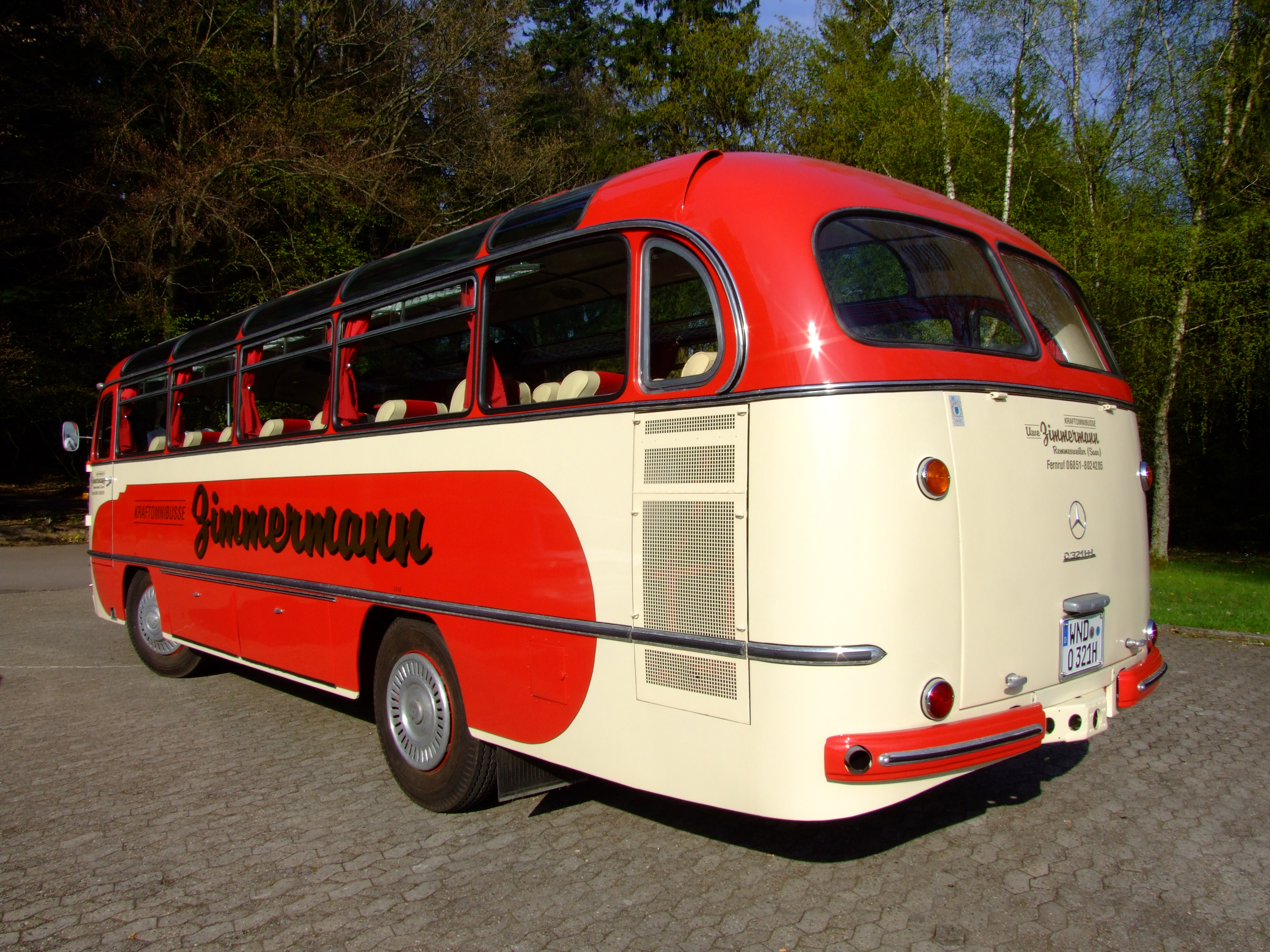
Heckansicht eines O 321 H

| Kenngrößen                         | O 321 H (1958)                                                                        | O 321 H (1961)                                                                        | O 321 H-L (1960)                                                                      | O 321 H-L (1962)                                                                     |
| Abmessungen und Gewichte (mm / kg) | Abmessungen und Gewichte (mm / kg)                                                    | Abmessungen und Gewichte (mm / kg)                                                    | Abmessungen und Gewichte (mm / kg)                                                    | Abmessungen und Gewichte (mm / kg)                                                   |
| ---------------------------------- | ------------------------------------------------------------------------------------- | ------------------------------------------------------------------------------------- | ------------------------------------------------------------------------------------- | ------------------------------------------------------------------------------------ |
| Radstand                           | 4180                                                                                  | 4180                                                                                  | 5550                                                                                  | 5550                                                                                 |
| Spurweite vorn                     | 1905                                                                                  | 1875                                                                                  | 1875                                                                                  | 1905                                                                                 |
| Spurweite hinten                   | 1700                                                                                  | 1745                                                                                  | 1725                                                                                  | 1745                                                                                 |
| Bodenfreiheit                      | 255                                                                                   | 255                                                                                   | 255                                                                                   | 255                                                                                  |
| Länge                              | 9230                                                                                  | 9230                                                                                  | 10600                                                                                 | 10595                                                                                |
| Breite                             | 2500                                                                                  | 2500                                                                                  | 2500                                                                                  | 2500                                                                                 |
| Höhe                               | 2900                                                                                  | 2830                                                                                  | 2830                                                                                  | 2830                                                                                 |
| Überhang vorn                      | 2310                                                                                  | 2310                                                                                  | 2310                                                                                  | 2300                                                                                 |
| Überhang hinten                    | 2740                                                                                  | 2740                                                                                  | 2740                                                                                  | 2745                                                                                 |
| Wendekreisdurchmesser              | 16000                                                                                 | 16000                                                                                 | 19600                                                                                 | 19600                                                                                |
| Leergewicht                        | Abhängig vom Aufbau                                                                   | Abhängig vom Aufbau                                                                   | Abhängig vom Aufbau                                                                   | Abhängig vom Aufbau                                                                  |
| Maximal zulässige Gesamtmasse      | 9300                                                                                  | 9300                                                                                  | 10200                                                                                 | 10750                                                                                |
| Motor                              |                                                                                       |                                                                                       |                                                                                       |                                                                                      |
| Motorbezeichnung                   | OM 321                                                                                | OM 321                                                                                | OM 321                                                                                | OM 322                                                                               |
| Motortyp                           | Reihensechszylinder-Viertakt-Vorkammer-Saugdieselmotor                                | Reihensechszylinder-Viertakt-Vorkammer-Saugdieselmotor                                | Reihensechszylinder-Viertakt-Vorkammer-Saugdieselmotor                                | Reihensechszylinder-Viertakt-Vorkammer-Saugdieselmotor                               |
| Ventilsteuerung                    | OHV-Ventilsteuerung                                                                   | OHV-Ventilsteuerung                                                                   | OHV-Ventilsteuerung                                                                   | OHV-Ventilsteuerung                                                                  |
| Kühlsystem                         | Wasserkühlung                                                                         | Wasserkühlung                                                                         | Wasserkühlung                                                                         | Wasserkühlung                                                                        |
| Zündfolge                          | 1-5-3-6-2-4                                                                           | 1-5-3-6-2-4                                                                           | 1-5-3-6-2-4                                                                           | 1-5-3-6-2-4                                                                          |
| Masse                              | 385 kg                                                                                | 400 kg                                                                                | 385 kg                                                                                | 410 kg                                                                               |
| Verdichtungsverhältnis             | 21:1                                                                                  | 20,3:1                                                                                | 20,8:1                                                                                | 22,7:1                                                                               |
| Mittlerer Arbeitsdruck             | 7,35 bar                                                                              | 7,35 bar                                                                              | 7,35 bar                                                                              | 7,85 bar                                                                             |
| Einspritzdruck                     | 132,39 bar                                                                            | 127,5–137,3 bar                                                                       | 132,39 bar                                                                            | 127,5–137,3 bar                                                                      |
| Bohrung × Hub                      | 95 mm × 120 mm                                                                        | 95 mm × 120 mm                                                                        | 95 mm × 120 mm                                                                        | 97 mm × 128 mm                                                                       |
| Hubraum                            | 5103 cm3                                                                              | 5103 cm3                                                                              | 5103 cm3                                                                              | 5675 cm3                                                                             |
| Nennleistung                       | 110 DIN-PS / 81 kW (120 SAE-PS brutto) bei 3000 min−1                                 | 110 DIN-PS / 81 kW (120 SAE-PS brutto) bei 3000 min−1                                 | 110 DIN-PS / 81 kW (120 SAE-PS brutto) bei 3000 min−1                                 | 126 DIN-PS / 93 kW (138 SAE-PS brutto) bei 2800 min−1                                |
| Maximales Drehmoment               | 30,5 kp·m / 299 N·m bei 1600 min−1                                                    | 30,5 kp·m / 299 N·m bei 1600 min−1                                                    | 30,5 kp·m / 299 N·m bei 1600 min−1                                                    | 36 kp·m / 353 N·m bei 1600 min−1                                                     |
| Weitere Daten                      |                                                                                       |                                                                                       |                                                                                       |                                                                                      |
| Kraftstoffverbrauch nach DIN 70030 | 15,2 l / 100 km                                                                       | 15,2 l / 100 km                                                                       | 16 l / 100 km                                                                         | 15,8 l / 100 km                                                                      |
| Höchstgeschwindigkeit              | 95 km/h                                                                               | 92,2 km/h                                                                             | 95 km/h                                                                               | 86,1 km/h                                                                            |
| Getriebeübersetzungen              | 1. Gang: 8,02 2. Gang: 4,785 3. Gang: 2,736 4. Gang: 1,663 5. Gang: 1,00 R-Gang: 8,29 | 1. Gang: 8,02 2. Gang: 4,785 3. Gang: 2,736 4. Gang: 1,663 5. Gang: 1,00 R-Gang: 8,29 | 1. Gang: 8,02 2. Gang: 4,785 3. Gang: 2,736 4. Gang: 1,663 5. Gang: 1,00 R-Gang: 8,29 | 1. Gang: 8,02 2. Gang: 4,769 3. Gang: 2,754 4. Gang: 1,66 5. Gang: 1,00 R-Gang: 8,29 |